# In Your Multitude
| Đánh giá chuyên môn    | Đánh giá chuyên môn |
| Nguồn đánh giá         | Nguồn đánh giá      |
| Nguồn                  | Đánh giá            |
| ---------------------- | ------------------- |
| Encyclopaedia Metallum | [ 1 ]               |
| The Metal Crypt        | [ 2 ]               |

In Your Multitude là album đầy đủ thứ ba của ban nhạc power metal/progressive metal Na Uy Conception, ra mắt năm 1995.

## Danh sách bài hát
| STT | Nhan đề                 | Phổ lời  | Phổ nhạc               | Thời lượng |
| --- | ----------------------- | -------- | ---------------------- | ---------- |
| 1.  | "Under a Mourning Star" | Roy Khan | T.Østby                | 5:09       |
| 2.  | "Missionary Man"        | Roy Khan | T.Østby                | 3:40       |
| 3.  | "Retrospect"            | Roy Khan | T.Østby/Heimdal        | 3:12       |
| 4.  | "Guilt"                 | Roy Khan | T.Østby                | 3:47       |
| 5.  | "Sanctuary"             | Roy Khan | T.Østby                | 2:57       |
| 6.  | "A Million Gods"        | Roy Khan | T.Østby                | 7:45       |
| 7.  | "Some Wounds"           | Roy Khan | T.Østby/Heimdal/Amlien | 4:35       |
| 8.  | "Carnal Comprehension"  | Roy Khan | T.Østby                | 4:22       |
| 9.  | "Solar Serpent"         | Roy Khan | T.Østby/Heimdal        | 3:56       |
| 10. | "In Your Multitude"     | Roy Khan | T.Østby                | 6:38       |

| (Bonus Track) | (Bonus Track)                | (Bonus Track)    | (Bonus Track) |
| STT           | Nhan đề                      | Sáng tác         | Thời lượng    |
| ------------- | ---------------------------- | ---------------- | ------------- |
| 1.            | "Gravity" (Japanese Version) | T.Østby/Roy Khan | 3:22          |

## Vai trò
Thành viên ban nhạc
- Roy Khan − ca sĩ
- Tore Østby − guitar
- Ingar Amlien − bass
- Arve Heimdal − trống

Nhạc công bổ sung
- Trond Nagell-dahl - keyboard
- Tommy Newton - guitar ở track 4, sản xuất